# Бельгія на зимових Олімпійських іграх 2006
Бельгія брала участь у Зимових Олімпійських іграх 2006 року в Турині (Італія) увісімнадцяте за свою історію, проте не завоювала жодної медалі. Кевін ван дер Перрен ніс прапор Бельгії під час церемонії відкриття Ігор. Загалом 4 спортсмени від Бельгії брали участь в Іграх у трьох видах програми.

## Фігурне катання
| Атлет                | Змагання                                                      | Коротка програма | Коротка програма | Довільна програма | Довільна програма | Загалом | Загалом |
| Атлет                | Змагання                                                      | Бали             | Позиція          | Бали              | Позиція           | Бали    | Позиція |
| -------------------- | ------------------------------------------------------------- | ---------------- | ---------------- | ----------------- | ----------------- | ------- | ------- |
| Кевін ван дер Перрен | Фігурне катання на зимових Олімпійських іграх 2006 - чоловіки | 65.36            | 13 Q             | 132.03            | 8                 | 197.39  | 9       |

## Шорт-трек
| Атлет        | Змагання              | Участь            | Участь            | 1/4               | 1/4               | Півфінал          | Півфінал          | Фінал             | Фінал             |
| Атлет        | Змагання              | Час               | Позиція           | Час               | Позиція           | Час               | Позиція           | Час               | Позиція           |
| ------------ | --------------------- | ----------------- | ----------------- | ----------------- | ----------------- | ----------------- | ----------------- | ----------------- | ----------------- |
| Вім де Д'єн  | 500 метрів, чоловіки  | 42.883            | 9 Q               | 42.979            | 12                | Не пройшов        | Не пройшов        | Не пройшов        | Не пройшов        |
| Вім де Д'єн  | 1500 метрів, чоловіки | Дискваліфікований | Дискваліфікований | Дискваліфікований | Дискваліфікований | Дискваліфікований | Дискваліфікований | Дискваліфікований | Дискваліфікований |
| Пітер Гезель | 500 метрів, чоловіки  | 42.980            | 17                | Не пройшов        | Не пройшов        | Не пройшов        | Не пройшов        | Не пройшов        | Не пройшов        |
| Пітер Гезель | 1000 метрів, чоловіки | 1:27.994          | 9 Q               | 1:28.335          | 6 Q               | Дискваліфікований | Дискваліфікований | Дискваліфікований | 7                 |
| Пітер Гезель | 1500 метрів, чоловіки | 2:23.411          | 5 Q               | Дискваліфікований | Дискваліфікований | Дискваліфікований | Дискваліфікований | Дискваліфікований | 17                |

## Ковзанярський спорт
| Атлет          | Змагання               | Перша гонка | Перша гонка | Фінал    | Фінал   |
| Атлет          | Змагання               | Час         | Позиція     | Час      | Позиція |
| -------------- | ---------------------- | ----------- | ----------- | -------- | ------- |
| Барт Вельдкамп | 5000 метрів, чоловіки  | n/a         | n/a         | 6:32.02  | 13      |
| Барт Вельдкамп | 10000 метрів, чоловіки | n/a         | n/a         | 13:48.12 | 14      |